# Экономика Нигерии
Нигерия — является развивающимся государством. Долгое время на экономику страны негативно влияли внутренние конфликты и высокая коррупция. В то же время страна имеет большой потенциал, а также богата трудовыми и природными ресурсами, в частности в Нигерии имеются большие запасы нефти. В 2014 году Нигерия, ведущий производитель нефти в Африке, стала крупнейшей африканской экономикой, обогнав ЮАР по размеру ВВП.

## Общая характеристика
С 1960-х годов в экономике Нигерии доминировал нефтедобывающий сектор. Рост нефтяных доходов и государственные инвестиции в промышленность способствовали развитию экономики. В периоды высоких цен на нефть государство тратило в среднем 10-15 % ВВП на инвестиции в капитал. Однако развитию экономики мешали непродуманность инвестиций и высокий уровень коррупции. Нигерии даже не удалось наладить переработку нефти в достаточном для населения объёме, и нефтепродукты остаются одной из главных статей импорта.
В течение 15 лет с 2000 года экономика Нигерии росла в среднем на 7 % в год. Развивался телекоммуникационный сектор, было налажено производство доступной для местного населения электроники, развивалось сельское хозяйство. При этом внутренний спрос по целому ряду сельскохозяйственных культур и продуктов питания значительно превышает внутреннее предложение, и в 2015 году импорт продуктов питания составлял около 17 % всего импорта (столько же было импортировано топлива). Несмотря на то что в структуре ВВП страны нефтегазовый сектор занимает примерно десятую часть, доходы от нефти по-прежнему составляют до 70-85 % доходной части государственного бюджета. Жители нефтегазоносных регионов недовольны загрязнением окружающей среды (только между 1970 и 2000 годом в дельте реки Нигер произошло порядка семи тысяч утечек нефти, наносивших серьёзный ущерб местному сельскому хозяйству), в то время как правительство и иностранные компании получают большие доходы от продажи нефти.
| Год  | ВВП (млрд долларов) | Инфляция (проценты) |
| ---- | ------------------- | ------------------- |
| 1980 | 64,702              | 10                  |
| 1985 | 34,800              | 5,5                 |
| 1990 | 32,019              | 7,4                 |
| 1995 | 35,475              | 72,9                |
| 2000 | 45,737              | 6,9                 |
| 2006 | 116,177             | 9,4                 |
| 2015 | 493                 | 9,5                 |

Китай инвестировал в экономику Нигерии 10 млрд долларов США в промышленность, нефтегазовый сектор и железнодорожные компании.
ВВП Нигерии в январе—марте 2018 года увеличился на 1,95 % относительно аналогичного периода прошлого года, свидетельствуют данные Национального статистического бюро.
Рост экономики страны был отмечен по итогам четвёртого квартала подряд, в том числе благодаря повышению добычи и цен на нефть, сообщает «Финмаркет».
Согласно уточненным данным, в октябре—декабре прошлого года подъём составлял 2,11 %, а не 1,92 %, как было объявлено ранее. Таким образом, подъём экономики несколько замедлился.
В то же время объём ВВП Нигерии в январе—марте относительно предыдущих трех месяцев упал на 13,4 %.

## Сельское хозяйство

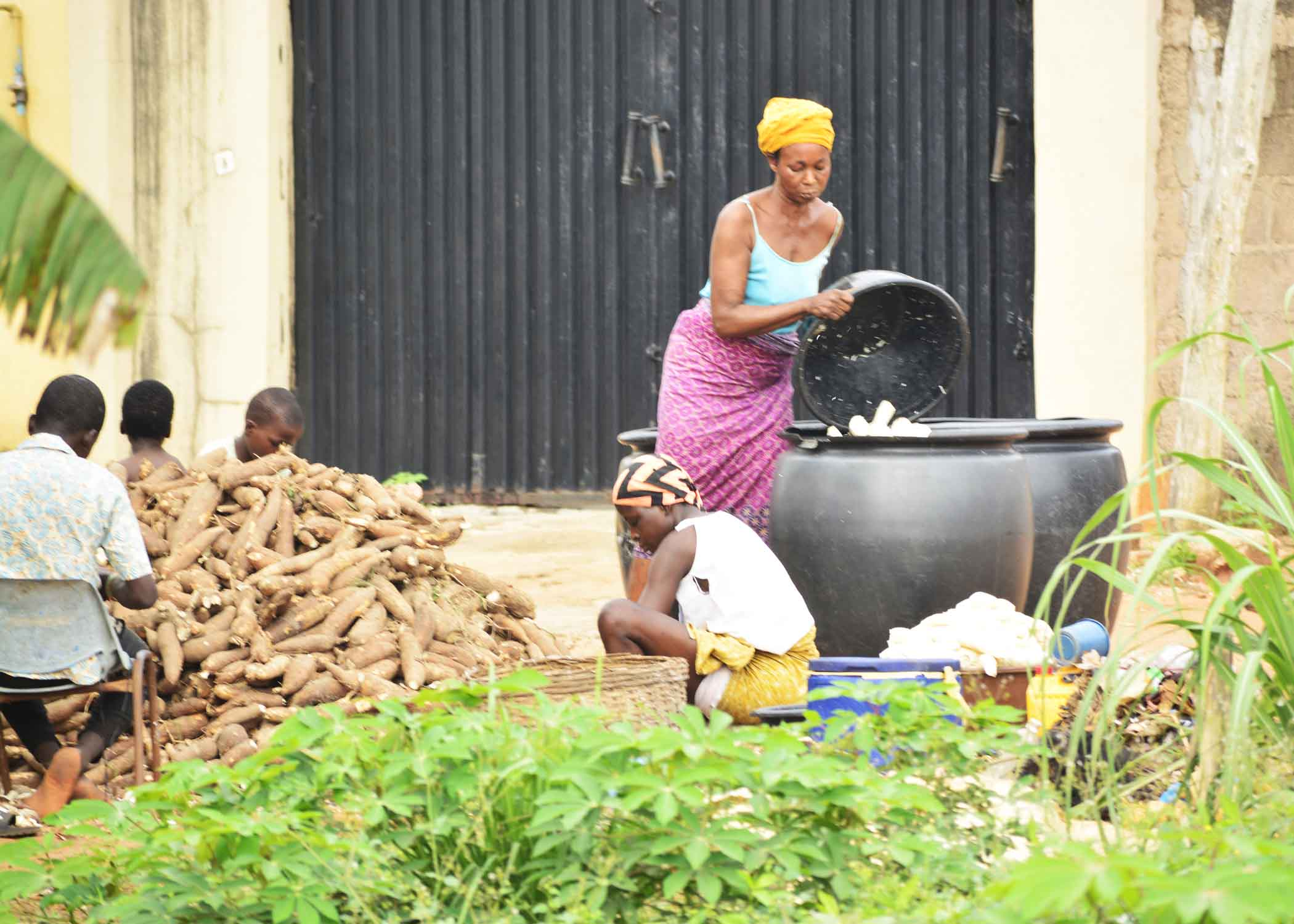
Нигерийцы перерабатывают кассаву (маниок).

В 2020 году на сельское хозяйство приходилось 35 % занятых. Быстрый рост городского населения и выращивание технических культур привели к нехватке продовольствия, причем не только в городах, но и в сельской местности.
Основные продовольственные культуры Юга и Среднего пояса: ямс, рис и кукуруза. В северных районах возделывают сорго, просо и рис. В этой части страны развито животноводство. Маниок, томаты и бобовые выращивают на территории всей страны, а лук — в районах лугов и пастбищ, например в бассейне оз. Каинджи, используя для этой цели орошаемые земли. Для производства продовольственных культур характерно выращивание смешанных культур на земельных участках, площадь которых на юге редко превышает 0,4 га, а в районах лугов и пастбищ севера — 1,2 га. Крестьянский земельный надел состоит, как правило, из нескольких участков, находящихся в разных местах. На заливных землях по берегам крупных рек в северных штатах применяется примитивное орошение. Террасное земледелие сохранилось на склонах, где во времена набегов за рабами и междоусобных войн сооружались сторожевые вышки. Вблизи больших городов развито товарное садоводство. Благоприятные климатические условия в районе Лагоса позволяют собирать два урожая. Кофе, табак и орехи кола выращиваются для продажи на внутреннем рынке; хлопок, пальмовое масло, арахис и каучуконосы — для внутреннего рынка и на экспорт, а какао-бобы — только на экспорт.

## Промышленность

### Нефтегазовый сектор

Газовый факел на нефтяном месторождении в дельте Нигера

Нефтедобывающая промышленность — основа нигерийской экономики. Нефть дает 90 процентов экспортных доходов страны (в 2002 году это составило около 8 млрд долларов в год). Нигерия первый в Африке и восьмой в мире экспортер нефти. Первая в Нигерии нефтяная скважина была пробурена в 1958 году. Большая часть запасов нефти сосредоточена в дельте реки Нигер. Для увеличения доходов Нигерия продолжала наращивать добычу нефти, но в 90-х годах цены на неё были низкими. В Нигерии ежедневно добывается 2,1 млн баррелей нефти. Разработка нефти ведется Нигерийской национальной нефтяной компанией (75 % доходов от продажи нефти), а также компанией Royal Dutch Shell.
Запасы природного газа Нигерии оцениваются в 5,22 трлн кубометров, половина из которых находится в нефтегазовых месторождениях. К 2010 году страна стала одним из лидеров по экспорту сжиженного природного газа(СПГ) — ежегодный объём экспорта составил 21,9 млн тонн.

### Обрабатывающая промышленность

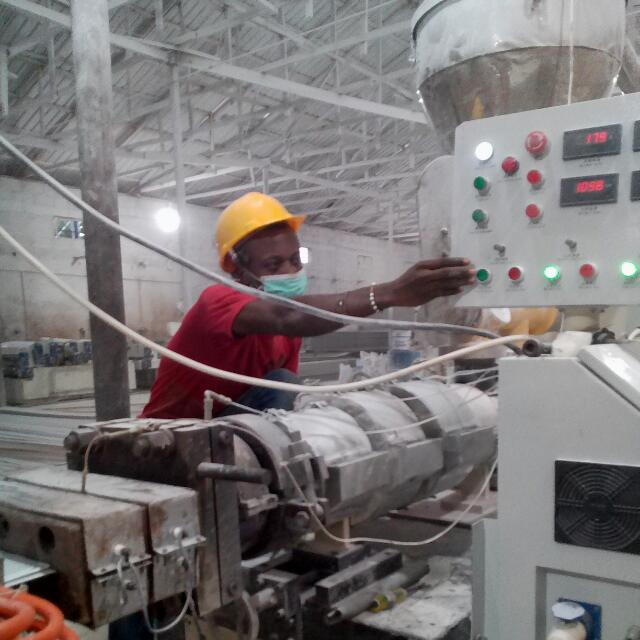
Предприятие по производству поливинила в Нигерии

Основные отрасли обрабатывающей промышленности — пищевая и нефтеперерабатывающая. Главный промышленный центр — Лагос.
В Аджаокуте — металлургический комбинат компании Ajaokuta Steel Company Limited, большая часть строительства которого была осуществлена при участии советских инженеров. Сталелитейный комбинат в Аджаокуте в 1980-е годы планировался как крупнейшее металлообрабатывающее предприятие в Западной Африке. К началу 1990-х годов строительство было практически закончено, однако, в связи с распадом Советского Союза, завод не был сдан в эксплуатацию.
Единственным действующим металлургическим комбинатом полного цикла в стране является предприятие компании Premium Steel and Mines Limited в Аладже, юго-западнее порта Варри, на противоположном берегу реки Варри, в районе местного управления Уду в штате Дельта на юге Нигерии.

### Горнодобывающая промышленность
Полезные ископаемые обеспечивают значительную часть национального дохода Нигерии. Первой экспортной продукцией горнодобывающей промышленности Нигерии была оловянная руда и уголь. Добыча на плато Джос с 1904 года касситерита, оловянной руды, всегда находилась в руках частных компаний, а добыча угля в районе Энугу — под контролем центрального правительства. Добыча касситерита и сопутствующего минерала колумбита (руды ниобия) производится открытым способом. После ввода в эксплуатацию в 1962 оловоплавильного завода большая часть олова экспортируется в виде слитков. После 1960 в связи с переводом железных дорог на дизельное топливо и появлением более дешевых и экологически чистых нефтепродуктов началось свертывание добычи угля.
С 1970 нефть стала основой сырьевой базы горнодобывающей промышленности Нигерии. Месторождения нефти были обнаружены на шельфе, в районе дельты р. Нигера и в бассейне р. Анамбры. Основные районы нефтедобычи расположены вокруг Порт-Харкорта в дельте р. Нигера и в Угелли, но в перспективе предпочтение будет отдаваться разработке шельфовых месторождений и месторождений в устье р. Кросс. В 1979 был достигнут рекордный уровень нефтедобычи — 114 млн т, но по решению ОПЕК, заинтересованной в сохранении высоких цен на нефть, к 1983 квота Нигерии была определена на уровне всего 61 млн т в год. Стремясь увеличить валютные поступления, Нигерия наращивала объёмы нефтедобычи, но в начале 1990-х годов мировые цены продолжали оставаться на низком уровне. В 1991 Нигерия занимала восьмое место среди крупнейших мировых нефтепроизводителей, и доходы от продажи нефти составляли 96 % экспортных поступлений. В начале 1990-х годов Нигерия располагала тремя полностью автоматизированными нефтяными терминалами — в Бонни, Варри и Брассе.